# EchoStar
EchoStar Corporation és una companyia pública estatunidenca propietària i operadora d'una flota de satèl·lits de comunicacions per a la seva filial Dish Network. També dissenya i manufactura receptors set-top box per captar transmissions digitals lliures (TDT) en el Regne Unit, així com receptors per Bell TV al Canadà.
EchoStar és propietària de Sling Media Arxivat 2017-03-06 a Wayback Machine., empresa encarregada de dissenyar i construir el Slingbox i de Hughes Communications Inc.; també va ser la companyia matriu de Dish Network fins a la seva separació al desembre de 2007.

## Història
EchoStar va ser formada originalment com a "EchoSphere" el 1980 per Charles Ergen com una empresa minorista distribuïdora de sistemes de televisió en Banda C; "EchoSphere" prové de la unió de les paraules: "Echo 1" (satèl·lit experimental de la NASA) i "Sphere" (per la forma parabòlica de les antenes receptores).
El 1987 va sol·licitar a la Federal Communications Commission la llicència per a transmissió directa per satèl·lit (DTH), sent-li concedida l'accés a la posició orbital 119° Oest el 1992.
Al desembre de 1995, va ser llançat amb èxit el seu primer satèl·lit, l'EchoStar I des de la Xina. El 4 de març de 1996, EchoStar va establir la marca Dish Network per comercialitzar un sistema residencial de televisió satel·litària.
El 1998, EchoStar va comprar els actius de transmissió d'un satèl·lit propietat d'una joint venture entre News Corp., ASkyB i MCI Worldcom; amb aquesta compra va obtenir 28 dels 32 transponedors en la posició orbital 110° Oest, més del doble de capacitat de transmissió existent pel CONUS amb un valor de $682,5 milions de dòlars. Aquesta adquisició va inspirar a la companyia per introduir un sistema multi-satèl·lit anomenat Dish 500, en teoria, capaç de rebre més de 500 canals amb una sola antena. El senyal és enviat a les llars mitjançant la Banda Ku (12,2-12.7 GHz), és convertida per l'antena en freqüència intermèdia (950-1450 MHz), Recentment amb el DishPro s'utilitzen també les freqüències 1650-2150 MHz. Aquest mateix any, EchoStar, en associació amb Bell Canada van llançar Dish Network Canada.
El 24 de setembre de 2007, EchoStar va anunciar un acord per adquirir Sling Media Inc. en una transacció valorada en aproximadament $380 milions de dòlars.
El 2 de gener de 2008, Dish Network es va separar la part de tecnologia i infraestructura de la companyia; es van crear dues entitats dividint les accions entre elles, una es va cridar Dish Network Corporation, que consistia principalment en el negoci del sistema Dish Network, i l'altra, EchoStar Broadcasting Corporation, que va conservar la propietat de la tecnologia inclosos els satèl·lits, Sling Media, i la branca de desenvolupament dels set-top-box.
El 14 de febrer de 2011, EchoStar va anunciar l'adquisició d'Hughes Communications Inc. en un tracte valorat en $1,3 bilions de dòlars.

## Flota satel·litària
Les posicions orbitals poden canviar
Des que EchoStar amb freqüència es mou entre els seus satèl·lits en diverses òrbites, aquesta llista no és immediatament precisa.
Vegeu Lyngsat.com per obtenir informació detallada de cada satèl·lit.
| Satèl·lit                  | Ubicació                                | Data de llançament | Vehicle de llançament | Bus de satèl·lit        | Ús / Notes |
| -------------------------- | --------------------------------------- | ------------------ | --------------------- | ----------------------- | --- |
| EchoStar I                 | 77° W                                   | 28 des 1995        | Llarga Marxa 2E       | Lockheed Martin AS-7000 | Porta un seguit limitat de serveis de transponedors imparells. EchoStar no va tenir llicència per servir a clients CONUS als Estats Units des d'aquesta ubicació, però va poder transmetre a les estacions locals. Va ser vist operant a 148.0W al maig del 2004, després va ser vist en 77.2W fins que es va retirar a mitjans de 2013.                       |
| EchoStar II                | 148° W                                  | 10 set 1996        | Ariane 4              | AS-7000                 | El 14 jul 2008, EchoStar va informar al SEC que EchoStar II "va experimentar una error substancial que sembla haver rendit el satèl·lit una pèrdua total". Es va retirar a mitjans de 2008. |
| EchoStar III               | 61.5° W                                 | 5 oct 1997         | Atlas II              | A2100AX                 | El satèl·lit va experimentar molts errors causant un ús limitat; va ser reemplaçat posteriorment. Es va retirar cap a mitjans de 2010. |
| EchoStar IV                | 77° W (inclinat)                        | 8 maig 1998        | Proton-K              | A2100AX                 | Situat en una posició orbital controlada de Mèxic per atendre els clients de Dish Mexico. Vist en una òrbita inclinada de 1.0 grau el 2005. Va operar transponedors imparells de forma esporàdica com a reserva fins al maig de 2016. |
| EchoStar V                 | 148° W                                  | 23 set 1999        | Atlas II              | SSL FS-1300             | Situat a 129° per Ciel 2 per servir estacions HD nacionals i HD/SD locals. Echostar V va ser apagat i desorbitat d'emergència. |
| EchoStar VI / Bermudasat 1 | 73° W                                   | 14 jul 2000        | Atlas II              | FS-1300                 | Traslladat a la ranura de les Bermudes en 96° W l'abril de 2013, arrendat a una empresa de telecomunicacions de les Bermudes i es va reanomenar Bermudasat 1. Anteriorment vist l'agost de 2005 a 110.0W. Va deixar de transmetre l'abril de 2006. Va ser vist altre cop a 72.7W encara transmetent per a Dish Network l'agost de 2008 fins a octubre de 2009. |
| EchoStar VII               | 119° W                                  | 21 feb 2002        | Atlas III             | A2100AX                 | Vist a 119.0W l'abril de 2004, vist per última vegada en funcionament en aquest punt l'abril de 2010. |
| EchoStar VIII              | 77° W                                   | 21 ago 2002        | Proton-K              | FS-1300                 | Vist a 110.0W l'abril de 2004 i va ser vist allí fins a l'agost de 2008. Va començar a transmetre des de 77.0W en una capacitat limitada a partir del desembre de 2008, la majoria dels transponedors eren funcionals a mitjans o finals de 2009. Vist per última vegada en funcionament el maig de 2013.                                                      |
| EchoStar IX / Galaxy 23    | 121° W                                  | 7 ago 2003         | Zenit-3SL             | FS-1300                 | Els clients utilitzen el SuperDISH 121 per rebre aquest senyal de mitja potència sense DBS. El satèl·lit és de propietat conjunta d'EchoStar i Intelsat: La càrrega útil en banda Ku i Ka (no utilitzats) van ser d'EchoStar, la càrrega útil en banda C era propietat d'Intelsat i designat Galaxy 23.                                                        |
| EchoStar X                 | 110° W                                  | 15 feb 2006        | Zenit-3SL             | A2100AX                 | Detectat per primera vegada en funcionament el maig de 2016 a la ranura de 110.0W i encara és en transmissió des de la mateixa ubicació en octubre de 2016. |
| EchoStar XI                | 110° W                                  | 16 jul 2008        | Zenit-3SL             | FS-1300                 | |
| Echostar XII / Rainbow 1   | 61.5° W                                 | 17 jul 2003        | Atlas V               | A2100                   | Rainbow 1 va ser llançat per Cablevision/Rainbow DBS i utilitzat pel servei Voom DBS a 61.5° W fins que les llicències del transponedor i el satèl·lit es van vendre a EchoStar el 2005. DISH Network va reanomenar EchoStar 12 el març de 2006. |
| CMBStar                    | cap                                     | Mai llançat        | —                     | LS-1300                 | El satèl·lit va ser planejat per ser desplegat de la Xina; mai es va posar en marxa. |
| EchoStar XIV               | 119° W                                  | 20 març 2010       | Proton-M              | LS-1300                 | Va ser dissenyat per proporcionar més feixos puntuals per als canals locals. |
| EchoStar XV                | 61.5° W                                 | 10 jul 2010        | Proton-M              | LS-1300                 | |
| EchoStar XVI               | 61.5° W                                 | 20 nov 2012        | Proton-M              | FS-1300                 | Proporciona capacitat addicional a 61.5°. Porta un disc d'arxius anomenat The Last Pictures, el qual està micro-gravat amb 100 imatges de la història humana moderna i està fet de materials ultra-arxiu destinats a durar durant milers de milions d'anys en el futur com una càpsula del temps.                                                              |
| EchoStar XVII              | 107° W                                  | 5 jul 2012         | Ariane 5              |                         | Proveeix 100Gbit/s de capacitat per al producte Gen4 de HughesNet, oferint Internet a velocitats doble via satèl·lit de fins 15 Mbit/s i assignacions de dades de fins 40 Gb. |
| EchoStar XVIII             | ?                                       | 18 juny 2016       | Ariane 5              | SSL 1300                | Servei DISH en els estats contigus dels Estats Units, Alaska, Hawaii, Puerto Rico i Cuba. Feix multi-punt en banda Ku d'alta potència. |
| EchoStar XIX               | 97.1° W                                 | 18 des 2016        | Atlas V               | SSL 1300                | Serveis d'Internet d'alta velocitat per HughesNet a l'Amèrica del Nord |
| EchoStar 23                | 44,9° W (proves), 86,4° W (operacional) | 16 març 2017       | Falcon 9              | SSL 1300                | Serveis de difusió de televisió direct-to-home al Brasil. Basat en una plataforma de reserva d'un programa CMBStar cancel·lat. |
| Futurs llançaments         |                                         |                    |                       |                         | |
| EchoStar 21                | ?                                       | Abr 2017           | Proton-M              |                         | Serveis de banda ampla mòbil a través d'Europa amb una càrrega útil de banda S d'EchoStar Mobile Ltd (anteriorment conegut com a TerreStar 2)(xinès) |
| EchoStar 105 / SES-11      | 105° W                                  | H1, 2017           | Falcon 9              |                         | Serveis de retransmissió de televisió direct-to-home a l'Amèrica del Nord, incloent Hawaii, Mèxic i el Carib. Propietat de SES de Luxemburg. |

Referència: